# Walentyn Symonenko

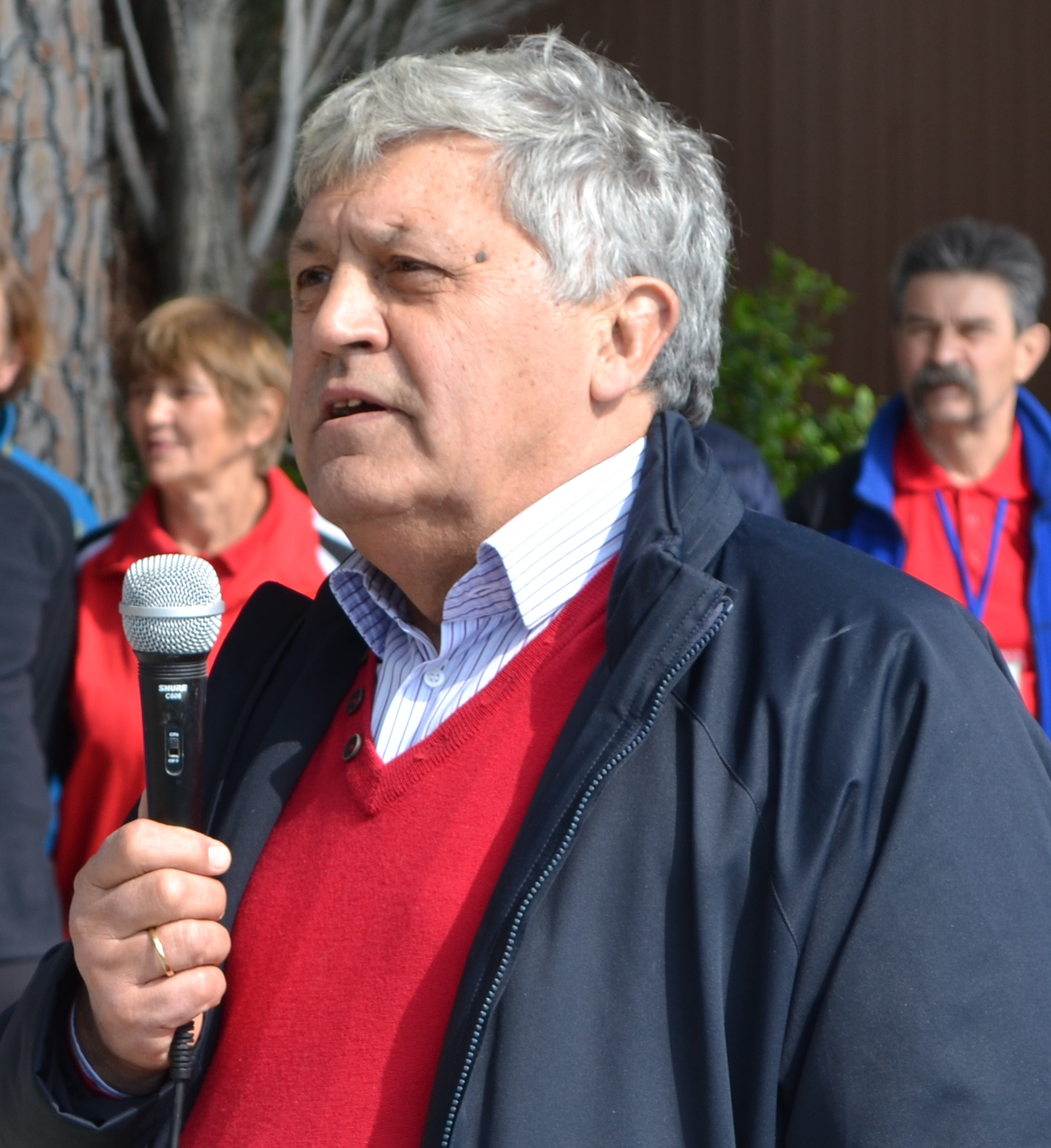
Walentyn Symonenko, 2013

Walentyn Kostjantynowytsch Symonenko (* 4. Juli 1940 in Odessa) ist ein ukrainischer Bauingenieur und Politiker. Er war vom 2. bis zum 13. Oktober 1992 kommissarischer Ministerpräsident der Ukraine.

## Lebenslauf
Walentyn Symonenko stammt aus einer Odessaer Arbeiterfamilie. 1962 schloss er sein Studium am Odessaer Institut für Bauingenieurwesen ab und arbeitete anschließend als Bauleiter auf der Baustelle des Kiewer Wasserkraftwerks (siehe auch Kiewer Meer). 1963 bis 1965 war er als Bauingenieur im Institut „Ukrdiprogidpolis“ in Odessa tätig. Bis 1973 arbeitete er danach in verschiedenen Fabriken für Stahlbetonkonstruktionen. In den 1970er Jahren verlegte er seine hauptberufliche Tätigkeit in die Organe der Odessaer Organisation der Kommunistischen Partei der Ukrainischen SSR. In den 1980er Jahren war er Vorsitzender des Exekutivkomitees des Odessaer Stadtparlamentes. 
Nach dem Zerfall der Sowjetunion war er 1992 zunächst Vertreter des Staatspräsidenten der nunmehr unabhängigen Ukraine in der Oblast Odessa. Im Juli 1992 wechselte er als erster stellvertretender Ministerpräsidenten in die Hauptstadt Kiew. Nach dem Rücktritt des Ministerpräsidenten Witold Fokin übte Walentyn Symonenko im Oktober 1992 bis zum Amtsantritt von Leonid Kutschma kommissarisch das Amt des Regierungschefs aus.

## Ehrungen
Am 3. Dezember 2009 bekam Symonenko den Titel Held der Ukraine in Verbindung dem Staatspreis-Orden verliehen.
Am 15. September 2006 erhielt er den Orden des Fürsten Jaroslaw des Weisen 5. Klasse.
Am 6. Juli 1999 erhielt er den ukrainischen Verdienstorden 2. Klasse und 2004 den Verdienstorden 1. Klasse.
Der Orden der Freundschaft der Russischen Föderation wurde ihm am 5. November 2009 verliehen. Des Weiteren ist er seit 1976 Träger des Rotbannerordens der Arbeit und seit 1981 Träger des Ordens der Völkerfreundschaft sowie weiterer Ehrungen. 2019 wurde er Ehrenbürger seiner Geburtsstadt.